# Esquerra Radical Socialista
Esquerra Radical Socialista (ERS) va ser un partit polític espanyol, nascut en 1932 fruit de l'escissió del sector més esquerrà del Partit Republicà Radical Socialista, encapçalada per Juan Botella Asensi.
El Partit Republicà Radical Socialista era un grup heterogeni i d'al·luvió el creixement desordenat del qual va impedir la seva consolidació, la qual cosa es va traduir en nombroses crisis i escissions per l'esquerra al llarg de la seva existència. El congrés del partit radicalsocialista, celebrat a Santander entre el 28 de maig i l'1 de juny de 1932, va votar l'expulsió dels diputats Eduardo Ortega y Gasset i Juan Botella Asensi, així com la dissolució de l'agrupació radicalsocialista de Madrid. Els expulsats van crear Esquerra Radical Socialista, partit encapçalat per Botella i Ortega, afirmant que pretenien conservar "l'ideari d'esquerres i la disciplina d'esquerres que es va donar en crear-se el PRRS". El primer congrés d'ERS va tenir lloc a l'octubre de 1932. El segon al juny de 1933. Es van aprovar els estatuts del nou partit i un programa en el qual recolzaven les reivindicacions del proletariat sense definir-se com partit de classe; demanava la dissolució de tots els ordes religiosos; acceptava en alguns casos la socialització de la propietat; exigia l'expropiació forçosa i sense indemnització, dels latifundis i de les propietats de la noblesa. Pel que fa a les relacions internacionals, es declarava pacifista i antifeixista.
Després de la seva sortida del partit, Botella fou breument ministre de Justícia del 12 de setembre al 29 de novembre de 1933 (primer al govern de Lerroux i després al de Martínez Barrio. No obstant això, no va aconseguir representació en les eleccions de 1933. El gener de 1934 va participar en una sèrie de negociacions que pretenien crear un partit unificat d'esquerra republicana (juntament amb els partits Radical Socialista, Radical Socialista Independent, Acció Republicana i alguns federals) que no van fructificar davant l'anunci d'Acció Republicana i els radicalsocialistes independents que es trobaven ja en procés de fusió. Pel juny començaren negociacions amb el que quedava del radicalsocialisme per a reincorporar-se al partit del que havien sortit dos anys abans, però davant la fusió dels radicaldemòcrates de Martínez Barrio amb el Partit Radical Socialista per crear Unió Republicana, ERS va renunciar a la fusió, per considerar que desvirtuaria la seva "significació inequívoca d'extrema esquerra".
No es presentà a les eleccions de 1936, ja que fou exclòs del Front Popular, a requeriment d'Azaña, renuncià a presentar candidats i demanà el vot pel Front Popular. El partit es va dissoldre durant la Guerra Civil Espanyola.